# Stêphanô Nguyễn Văn Vinh
Stêphanô Nguyễn Văn Vinh là một tá điền theo đạo Công giáo, tử vì đạo dưới triều vua Minh Mạng, được Giáo hội Công giáo Rôma phong Hiển Thánh vào năm 1988.
Ông sinh năm 1813 tại làng Bồ Trang, tỉnh Thái Bình (nay thuộc giáo họ Bái Đông, xứ Bồ Ngọc, xã Quỳnh Hoa, huyện Quỳnh Phụ, tỉnh Thái Bình, Giáo phận Thái Bình). Vì gia đình nghèo, ông phải đi làm mướn ở Kẻ Mốt, tỉnh Bắc Ninh. Khi bị bắt, ông vẫn chưa lập gia đình và chưa rửa tội dù ông có tham dự các lớp giáo lý, thuộc một vài kinh cũng là để học chữ.
Ngày 29 tháng 6 năm 1839, khi quan quân bao vây xứ Kẻ Mốt bắt buộc mọi người đạp lên Thánh Giá, Vinh đã tuyên bố: “Tôi thà chết chứ không bao giờ chịu đạp lên Thánh Giá, vì tôi biết đạo Chúa Giêsu là đạo thật”. Quan quân tưởng Vinh là người Công giáo nên đã bắt và áp giải về Bắc Ninh, giam chung với linh mục Phêrô Nguyễn Văn Tự và nhiều người khác. Tại đây, Vinh được linh mục Tự rửa tội, chọn thánh Stêphanô tên thánh.
Ông bị xử giảo giam hậu, nghĩa là chờ một năm mới thi hành án. Ngày 19 tháng 8 năm 1839, quan bắt bỏ đạo nhưng ông vẫn cương quyết không chịu. Ngày 19 tháng 12 năm 1839, trước khi xử, quan cho ông và bốn người khác cơ hội cuối cùng chỉ cần "đi ngang phía chân" hay "đi vòng quanh" tượng Thánh Giá cũng tha nhưng các ông quỳ xuống đọc kinh. Năm người bị xử giảo tại pháp trường Cổ Mễ. Thi hài Nguyễn Văn Vinh được an táng tại nhà thờ họ Hương La, xứ Tử Nê, Giáo phận Bắc Ninh.